# 라르스 코르발

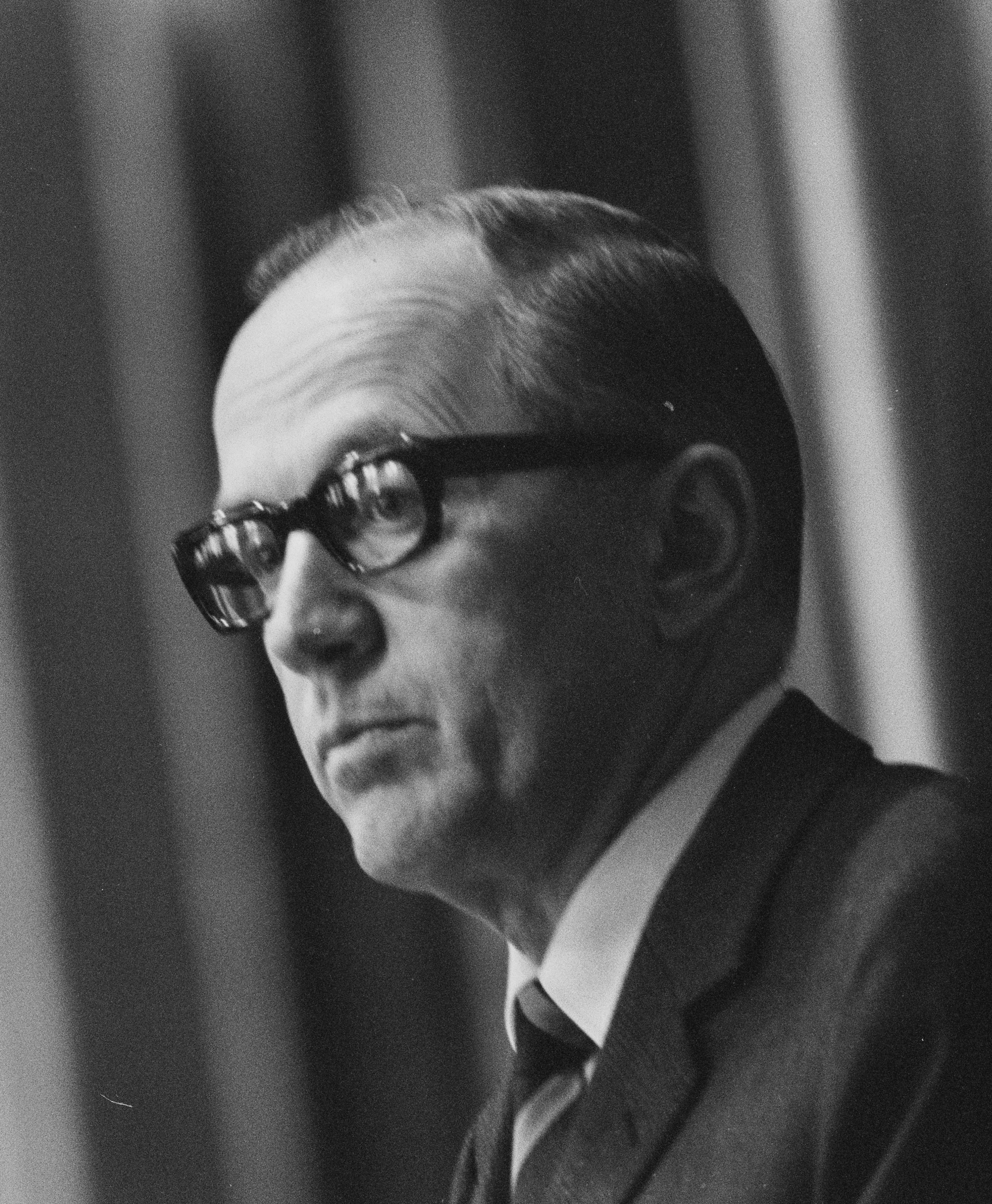
라르스 코르발

라르스 코르발(노르웨이어: Lars Korvald, 1916년 4월 29일 ~ 2006년 7월 4일)은 노르웨이의 정치인이다. 소속 정당은 기독교민주당이다.

## 생애
부스케루주 네드레에이케르에 위치한 미엔달렌(Mjøndalen)에 거주하던 기독교 신자 가문 출신이다. 1943년에는 노르웨이 농업대학교(현재의 노르웨이 생명과학대학교)를 졸업했고 1961년부터 1981년까지 노르웨이 의회 외스트폴주 대표 의원을 역임했다. 1965년부터 1975년까지, 1977년부터 1979년까지 기독교민주당 대표를 역임했다.
1972년 10월 17일에는 노르웨이의 총리로 취임했지만 노르웨이의 유럽 경제 공동체 가입 여부를 묻는 국민투표가 부결되면서 위기를 맞았고 1973년 10월 12일에 노르웨이의 총리 자리에서 물러나게 된다. 1981년부터 1986년까지 외스트폴 주의 주지사를 역임했다.